# Ху Яобан
Ху Яобан (кит. 胡耀邦, піньінь: Hú Yàobāng, 20 листопада 1915 — 15 квітень 1989) — державний і політичний діяч Китаю, генеральний секретар ЦК КПК (1980—1987) і голова ЦК КПК (1981—1982). У молодості брав участь у партизанському русі. Після закінчення Громадянської війни очолював китайський комсомольський рух
Користувався великою популярністю і авторитетом, йому приписують основну заслугу в модернізації Китаю під час правління Ден Сяопіна.
Тривалий час розглядався як можливий спадкоємець Ден Сяопіна, однак після того, як Ху підтримав вимоги студентських демонстрацій 1986 року, він незабаром був зміщений і поміщений під домашній арешт. Смерть Ху Яобана спровокувала нові демонстрації протесту, які спричинили події на площі Тяньаньмень в 1989 році.

## Біографія

### Ранні роки
Ху Яобан народився 20 листопада 1915 року в р. Люян провінції Хунань. У 1929 році вступає в Соціалістичний союз молоді Китаю, а у вересні 1933 року — в Комуністичну партію Китаю. Працював у радянських районах Китаю на стику провінцій Цзянсі і Хунань. Обіймав посади керівника відділу пропаганди одного з радянських районів, а також секретарем Центрального комітету Соціалістичної спілки молоді Китаю.
У 1934 році бере участь у «Великому поході», в ході якого був важко поранений. У Шенсі Ху працював керівником відділу пропаганди і організаційного відділу Соціалістичного союзу молоді Китаю.

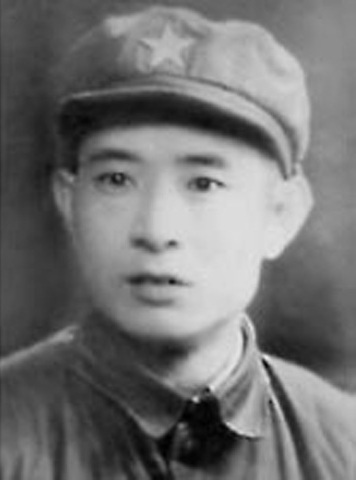
Ху Яобан в 1940-х роках

Під час японської агресії проти Китаю працював заступником політкомісара Яньанського військово-політичного училища, керівником оргвідділу Головного політичного управління армії. Після закінчення війни з Японією стає членом політради Шаньсі-Чахар-Хебейского радянського району, бере участь в обороні Чжанцзякоу, у військової операції по звільненню Шицзячжуана. Потім переводиться в 18-ю дивізію НВАК, де працює начальником політвідділу і керує операціями по визволенню Тайюаню і Баоцзи. У 1949 році від новоствореного Новодемократичного союзу молоді Китаю стає членом Народної політичної консультативної ради Китаю.

### Після утворення КНР
Після утворення КНР призначається на посаду секретаря парткому північного району провінції Сичуань, працює керівником цивільної адміністрації північного району провінції Сичуань. У 1952 році призначається секретарем Секретаріату Центрального комітету Новодемократичного союзу молоді Китаю.
У 1956 році на VIII з'їзді КПК обирається членом Центрального комітету КПК. У 1957 році Новодемократичний союз молоді Китаю перейменовується в Комуністичний союз молоді Китаю Ху Яобан стає його першим секретарем. У 1965 році призначається другим секретарем ЦК КПК північно-західного району Китаю і першим секретарем парткому провінції Шеньсі.
Під час Культурної революції був знятий з усіх посад. У 1975 році повертається до роботи в центральних органах КПК, керує партійною організацією Академії наук Китаю. У 1975—1976 роках піддавався критиці і нападкам з боку «Банди чотирьох» на чолі з дружиною Мао Цзедуна Цзян Цин за перешкоджання кампанії зі знищення наукових праць і робіт.
Після розгрому «Банди чотирьох» Ху в березні 1977 року призначається заступником директора Центральної партійної школи при ЦК КПК, одночасно працює керівником організаційного відділу ЦК КПК. У серпні 1977 року на XI з'їзді КПК обирається членом ЦК КПК. У грудні 1978 року на III пленумі ЦК КПК XI скликання обирається членом Політбюро ЦК КПК, третім секретарем Центральної комісії КПК з перевірки дисципліни, потім призначається завідувачем відділу пропаганди ЦК КПК і секретарем Секретаріату ЦК КПК.
В лютому 1980 року на V пленумі ЦК КПК XI скликання Ху обирається членом Постійного комітету Політбюро ЦК КПК і стає генеральним секретарем ЦК КПК. У червні 1981 року на VI пленумі ЦК КПК XI скликання обирається головою ЦК КПК.
У вересні 1982 року I пленум ЦК КПК XII скликання приймає рішення про скасування посади голови ЦК КПК і Ху Яобан знову затверджується на посаді генерального секретаря ЦК КПК.

### Діяльність на посаді генерального секретаря
Ху ініціював і організував дискусії з питань стандартів ідеології, з тим щоб відновити марксистську ідеологічну лінію в КПК. Також, Ху очолив кампанію з реабілітації незаконно репресованих в часи Культурної революції членів партії, розробив і впровадив програму розвитку сільського господарства країни, що охопила 800 млн селян. Ху розглядається всіма як однодумець і наступник Ден Сяопіна. Головним завданням Ху Яобана стала протидія консерваторів, а також висування на керівні посади молодих комуністів. В цей час Ху Яобан починає придивлятися до молодого Ху Цзіньтао, якому він надає заступництво. З Ху Яобаном народ все більше пов'язував надії про більшу лібералізацію і модернізацію. Більше уваги стало приділятися питанням послаблення партійної диктатури і посилення роботи з молоддю. Таке становище не влаштовувало більш консервативну партійну верхівку.

### Студентські виступи 1986 року
У кінці 1986 року країну охоплюють виступи студентів і інтелігенції. Студенти виступають проти свавілля і корупції в рядах вищого керівництва країни, вимагають демократизації всіх сфер життя шляхом проведення демократичних реформ. Першими виступили студенти Китайського політехнічного університету, розташованого в м.Хефей провінції Аньхой. Заворушення швидко перекинулися на Пекін, Шанхай, Ухань і інші великі міста Китаю, студенти яких підтримали вимоги своїх однолітків з провінції Аньхой. Після придушення студентських заворушень Ден Сяопін починає кампанію проти «буржуазної лібералізації». У результаті кампанії своїх постів позбулися генеральний секретар ЦК КПК Ху Яобан і перший проректор Китайського політехнічного університету Фан Лічжі.

### Останні роки життя
У січні 1987 року розширене засідання Політбюро ЦК КПК приймає самокритику Ху Яобана і задовольняє його прохання про відставку з поста генерального секретаря ЦК КПК. Тим не менш, у листопаді 1987 року Ху обирається членом Політбюро ЦК КПК XIII скликання.
8 квітня 1989 року під час засідання IV пленуму ЦК КПК XIII скликання Ху Яобан несподівано відчув слабкість. Незабаром після закінчення засідання настав серцевий напад і Ху був госпіталізований. До 15 квітня його стан залишався стабільним. Вранці в 7:53 він  помер в результаті гострого інфаркту міокарда.
На наступний день після смерті Ху в студентських районах Пекіна виникли стихійні траурні мітинги, які переросли в масові студентські протести на площі Тяньаньмень.
Ху Яобан був похований в районі Гунцинчен м. Цзюцзян провінції Цзянсі.

## Оцінка діяльності
Відразу ж після смерті Ху ЦК КПК проголосив його «випробуваним і відданим борцем за комунізм, великим пролетарським революціонером і політиком, видатним діячем НВАК і блискучим керівником партії».
На жалобній церемонії, що проходила в Будинку народних зборів були присутні всі офіційні особи держави, включаючи Ден Сяопіна. Але після відомих подій на площі Тяньаньмень, влада почала утримуватися від прямих коментарів про Ху Яобана. Тільки в 2005 році китайська влада відкрито заговорили про його діяльність. 18 листопада 2005 року в Пекіні відбулося засідання, присвячене 90-річчю з дня народження Ху Яобана. На засіданні виступили прем'єр Держради КНР Вень Цзябао, заступник Голови КНР Цзен Цинхун і голова Центральної комісії КПК з перевірки дисципліни У Гуаньчжен.

## Родина
У 1940 році Ху одружився з Лі Чжао. У подружжя народилося четверо дітей:
- Старший син — Ху Депин (народився у 1942 році), член Всекитайського комітету Народної політичної консультативної ради Китаю, у різний час обіймав посади заступника начальника відділу єдиного фронту ЦК КПК, заступник голови Всекитайської торгово-промислової федерації, члена Постійного комітету ВЗНП Х скликання.
- Середній син — Лю Ху (за прізвищем прийомних батьків) (народився в 1945 році), займав різні пости в структурах Держради КНР, що контролюють зовнішню торгівлю та економіку.
- Молодший син — Ху Дехуа (народився в 1949 році), займається науковою діяльністю.
- Дочка — Лі Хен (взяла прізвище матері), лікар.